# Wasseiges
Wasseiges (in vallone Wazedje) è un comune francofono del Belgio di 2 580 abitanti, situato nella provincia vallona di Liegi.